# Eugène Pierre Nicolas Fournier
Eugène Pierre Nicolas Fournier, född den 15 februari 1834 i Paris, död den 10 juni 1884 i Paris, var en fransk botaniker som var specialiserad på ormbunksväxter. Han har fått släktet Fourniera uppkallat efter sig.
Auktorsnamnet E.Fourn. kan användas för Eugène Pierre Nicolas Fournier i samband med ett vetenskapligt namn inom botaniken; se Wikipediaartiklar som länkar till auktorsnamnet.